# Orthocladius albrechti
Orthocladius albrechti är en tvåvingeart som först beskrevs av Jean-Jacques Kieffer 1924.  Orthocladius albrechti ingår i släktet Orthocladius och familjen fjädermyggor.
Artens utbredningsområde är Österrike. Inga underarter finns listade i Catalogue of Life.